# Telamonia comosissima
Telamonia comosissima är en spindelart som först beskrevs av Simon 1885 [1886.  Telamonia comosissima ingår i släktet Telamonia och familjen hoppspindlar. Inga underarter finns listade i Catalogue of Life.